# Драфт расширения НХЛ 2017
Драфт расширения НХЛ 2017 года состоялся с 17 по 20 июня 2017 года. Результаты драфта были объявлены 21 июня 2017 года на «Ти-Мобайл Арене», во время церемонии вручения наград по итогам сезона 2016/17. Новый клуб НХЛ «Вегас Голден Найтс» выбрал по одному игроку из каждой 30 команд лиги для комплектования собственного состава.

## Правила драфта

### Защита игроков
Каждый клуб мог защитить от драфта 7 нападающих, 3 защитников и 1 вратаря, либо 8 полевых игроков и 1 вратаря. Хоккеисты, имеющие в своих контрактах пункты о запрете обмена без согласия игрока, автоматически попадали в список защищённых игроков. К драфту не допускались игроки, проводящие в лиге свой первый или второй сезон, а также выбранные на входящем драфте, но не подписавшие контракт.

### Выставление игроков на драфт
Каждый клуб на драфт расширения должен был выставить как минимум:
- Одного защитника с действующим контрактом до конца сезона 2017/18, сыгравшего не менее 40 матчей в сезоне 2016/17 или не менее 70 матчей за два предыдущих сезона;[2]
- Двух нападающих с действующим контрактом до конца сезона 2017/18, сыгравших не менее 40 матчей в сезоне 2016/17 или не менее 70 матчей за два предыдущих сезона;[2]
- Одного голкипера, чей контракт действует в сезоне 2017/18, или который станет ограниченно свободным агентом летом 2017.[2]

Игроки, получившие травму, которая потенциально может завершить их карьеру, и которые пропустили 60 матчей подряд (или серьезность травм которых подтверждена другим способом), не могли быть выставлены на драфт без получения специального разрешения НХЛ.

### Выбор игроков на драфте
- «Вегас Голден Найтс» должен выбрать одного игрока из каждой команды (не включая игроков, которые могут быть приобретены вследствие нарушения правил драфта расширения);[2]
- «Вегас Голден Найтс» должен был выбрать как минимум 14 нападающих, девять защитников и трех вратарей;[2]
- «Вегас Голден Найтс» должен был выбрать как минимум 20 игроков, чьи контракты действуют в сезоне 2017/18;[2]
- «Вегас Голден Найтс» должен был выбрать игроков, чьи контракты в сумме составят от 60 до 100 процентов потолка зарплат сезона 2016/17;[2]
- «Вегас Голден Найтс» не мог выкупать контракты игроков, выбранных на драфте расширения, ранее лета 2018 года.[2]

## Итоги драфта

### Вратари
| # | Игрок              | Гражданство | Прежний клуб НХЛ   |
| - | ------------------ | ----------- | ------------------ |
| 1 | Кэлвин Пикард      | Канада      | Колорадо Эвеланш   |
| 2 | Жан-Франсуа Берубе | Канада      | Нью-Йорк Айлендерс |
| 3 | Марк-Андре Флёри   | Канада      | Питтсбург Пингвинз |

### Защитники
| #  | Игрок               | Гражданство | Прежний клуб НХЛ   |
| -- | ------------------- | ----------- | ------------------ |
| 4  | Лука Сбиса          | Швейцария   | Ванкувер Кэнакс    |
| 5  | Джон Меррилл        | США         | Нью-Джерси Девилз  |
| 6  | Брэйден Макнэбб     | Канада      | Лос-Анджелес Кингз |
| 7  | Джейсон Гаррисон    | Канада      | Тампа-Бэй Лайтнинг |
| 8  | Дерик Энгелланд     | Канада      | Калгари Флэймз     |
| 9  | Колин Миллер        | Канада      | Бостон Брюинз      |
| 10 | Марк Мето           | Канада      | Оттава Сенаторз    |
| 11 | Дэвид Шлемко        | Канада      | Сан-Хосе Шаркс     |
| 12 | Гриффин Райнхарт    | Канада      | Эдмонтон Ойлерз    |
| 13 | Алексей Емелин      | Россия      | Монреаль Канадиенс |
| 14 | Клэйтон Стоунер     | Канада      | Анахайм Дакс       |
| 15 | Тревор ван Римсдайк | США         | Чикаго Блэкхокс    |
| 16 | Нэйт Шмидт          | США         | Вашингтон Кэпиталз |

### Нападающие
| #  | Игрок                    | Гражданство | Прежний клуб НХЛ     |
| -- | ------------------------ | ----------- | -------------------- |
| 17 | Теему Пулккинен (ЛН)     | Финляндия   | Аризона Койотис      |
| 18 | Уильям Каррье (ЛН)       | Канада      | Баффало Сейбрз       |
| 19 | Коди Икин (Ц)            | Канада      | Даллас Старз         |
| 20 | Томаш Носек (ЛН)         | Чехия       | Детройт Ред Уингз    |
| 21 | Жонатан Маршессо (Ц)     | Канада      | Флорида Пантерз      |
| 22 | Коннор Брикли (Ц)        | США         | Каролина Харрикейнз  |
| 23 | Крис Торбурн (ПН)        | Канада      | Виннипег Джетс       |
| 24 | Пьер-Эдуар Белльмар (ПН) | Франция     | Филадельфия Флайерз  |
| 25 | Джеймс Нил (ЛН)          | Канада      | Нэшвилл Предаторз    |
| 26 | Брендан Лайпсик (ЛН)     | Канада      | Торонто Мейпл Лифс   |
| 27 | Дэвид Перрон (ЛН)        | Канада      | Сент-Луис Блюз       |
| 28 | Оскар Линдберг (Ц)       | Швеция      | Нью-Йорк Рейнджерс   |
| 29 | Эрик Хаула (Ц)           | Финляндия   | Миннесота Уайлд      |
| 30 | Вильям Карлссон (Ц)      | Швеция      | Коламбус Блю Джекетс |